# Шишка, Михаил Олегович
Михаил Олегович Шишка (англ. Михайло Олегович Шишка; род. 5 июля 1994, Добротвор, Львовская область) — украинский футболист, полузащитник клуба «Феникс» (Подмонастырь).

## Карьера
На профессиональном уровне дебютировал в сезоне 2011/12 в составе клуба второй лиги Украины «Шахтёр-3». В системе донецкого «Шахтёра» находился до 2016 года, но так и не дебютировал за основную команду. Летом 2016 года Шишка подписал контракт с литовским клубом «Тракай». В Литве провёл два с половиной года и трижды становился призёром местного чемпионата, также в составе «Тракая» принимал участие в отборочной стадии Лиги Европы, где в сезоне 2017/18 сыграл во всех 6 матчах и впервые дошёл с командой до 3-го квалификационного раунда. Летом 2018 года подписал контракт с клубом первой лиги Украины «Оболонь-Бровар».
Летом 2019 года стал игроком тбилисского «Динамо». Вместе с командой стал чемпионом Грузии в сезоне 2019 года. Покинул команду в январе 2020 года.
В августе 2020 года подписал контракт с «Ингульцом» .

## Достижения
«Динамо» (Тбилиси)
- Чемпион Грузии: 2019